# Polskie Towarzystwo Inżynierii Ekologicznej
Polskie Towarzystwo Inżynierii Ekologicznej, PTIE (ang. Polish Society of Ecological Engineering) – stowarzyszenie osób, które zawodowo lub społecznie zajmują się inżynierią ekologiczną – obszarem na pograniczu nauki i techniki, obejmującym wiele dziedzin nauk podstawowych i stosowanych.

## Cele stowarzyszenia
Stowarzyszenie założono w celu rozwijania dyscypliny inżynieria ekologiczna – metod prowadzenia inżynierskiej działalności człowieka w taki sposób, aby była zintegrowana z pozostałymi elementami systemów ekologicznych. Takie ekosystemy powstają w efekcie racjonalnej modyfikacji ekosystemów naturalnych lub są tworzone np. w wielkich aglomeracjach miejskich lub na terenach zdegradowanych, takich jak hałdy odpadów przemysłowych, pogorzeliska, zerodowane tereny popowodziowe. Podstawowym celem ekologicznej działalności inżynierskiej nie jest więc ochrona „środowiska naturalnego” przed negatywnymi skutkami działalności człowieka, lecz tworzenie takiego środowiska (ekosystemu), do którego należy człowiek realizujący swoje cele ze świadomością istnienia praw ekologii, korzystający z tej wiedzy np. w czasie projektowania zakładów przemysłowych lub inwestycji w budownictwie lądowym i wodnym.
Obowiązkiem członków PTIE jest popularyzowanie i promowanie swojej dyscypliny. Towarzystwo publikuje specjalistyczne wydawnictwa. W celu szkolenia kadr na polskich uczelniach wyższych jest uruchamiany przyrodniczo-techniczny kierunek „Inżynieria ekologiczna” lub taka specjalność na kierunku „Ochrona środowiska” (np. na SGGW).

## Organizacja PTIE
Polskie Towarzystwo Inżynierii Ekologicznej założono w roku 1990 (rejestracja w KRS w 2002). Członkami PTIE są osoby fizyczne (członkowie zwyczajni, honorowi lub wspierający) lub prawne (członkowie wspierający). Obowiązkiem członka zwyczajnego jest m.in. propagowanie celów i programów działania PTIE dotyczących inżynierii ekologicznej, pogłębianie swojej wiedzy w tej dziedzinie, opłacanie składek członkowskich (nie dotyczy członków honorowych). Naczelną władzą PTIE jest Walny Zjazd, który ustala program działania Towarzystwa i wybiera Zarząd Główny, Główną Komisję Rewizyjną i Sąd Koleżeński (kadencja 4-letnia). Zarząd (9–18 członków) wybiera – ze swego grona – prezydium: prezesa, dwóch wiceprezesów, sekretarza generalnego i skarbnika. Jednostkami PTIE są oddziały (co najmniej 20 członków zwyczajnych) i koła terenowe (co najmniej 5 członków zwyczajnych). Najwyższą władzą Oddziału jest Walne Zebranie, które m.in. wybiera Zarząd Oddziału i delegatów na krajowe Walne Zjazdy.
Prezesem Zarządu Głównego jest prof. dr hab. Joanna KOSTECKA (Uniwersytet Rzeszowski; Kolegium Nauk Przyrodniczych; Instytut Nauk Rolniczych, Ochrony i Kształtowania Środowiska). Do zarządu należą ponadto: prof. dr hab. inż. Józefa WIATER, dr hab. inż. Ryszard POKŁADEK, dr hab. Grzegorz KUSZA, prof. UO, dr inż. Małgorzata ŚLIWKA, dr hab. inż. Gabriel BOROWSKI, prof. PL, dr hab. inż. Tomasz CIESIELCZUK, prof. UO, dr inż. Mateusz JAKUBIAK, dr inż. Katarzyna KACZYŃSKA-SAJKO, dr inż. Małgorzata KRASOWSKA, dr hab. inż. Edward MELLER, prof. ZUT, dr hab. inż. Agnieszka PUSZ, prof. PW, dr hab. inż. Piotr STACHOWSKI, prof. UPP, dr hab. inż. Sławomir SZYMCZYK, prof. UWM, dr hab. inż. Andrzej C. ŻOŁNOWSKI, prof. UWM.

Oddziały PTIE
1. Dolnośląski Oddział Polskiego Towarzystwa Inżynierii Ekologicznej, siedziba: Instytut Kształtowania i Ochrony Środowiska, Uniwersytet Przyrodniczy we Wrocławiu, Pl. Grunwaldzki 24, 50-363 Wrocław, prezes Oddziału - dr hab. inż. Ryszard Pokładek, prof. UPWr, tel. 71 320 5400, e-mail: ryszard.pokladek@upwr.edu.pl
2. Lubelski Oddział Polskiego Towarzystwa Inżynierii Ekologicznej, siedziba: Wydział Inżynierii Środowiska, Politechnika Lubelska, ul. Nadbystrzycka 40 b, 20-618 Lublin, e-mail: ptie@pollub.pl, prezes Oddziału - dr hab. inż. Gabriel Borowski, prof. PL, tel. 81 538 4171, kom. 502 104 609, e-mail: g.borowski@pollub.pl
3. Krakowski Oddział Polskiego Towarzystwa Inżynierii Ekologicznej, siedziba: Katedra Chemii Rolnej i Środowiskowej, Uniwersytet Rolniczy im. H. Kołłątaja w Krakowie, Al. A. Mickiewicza 21, 31-120 Kraków kom. 668 932 060, e-mail: ptie.ok@tlen.pl, prezes Oddziału - dr inż. Małgorzata Śliwka, tel. 12 617 4121, e-mail: sliwka@agh.edu.pl
4. Oddział Ziemi Kaliskiej Polskiego Towarzystwa Inżynierii Ekologicznej, siedziba: Instytut Badawczo-Rozwojowy Inżynierii Lądowej i Wodnej „EUROEXBUD”, ul. Łódzka 218, 62-800 Kalisz, tel./fax. 62 767 0179, 62 767 0180, e-mail: euroexbud@euroexbud.com.pl, prezes Oddziału - dr hab. inż. Zdzisław Małecki, prof. IBRILiW, tel. 62 767 0179, e-mail: zdzislaw.malecki@euroexbud.com.pl
5. Olsztyński Oddział Polskiego Towarzystwa Inżynierii Ekologicznej, siedziba: Katedra Gospodarki Wodnej, Klimatologii i Kształtowania Środowiska, Uniwersytet Warmińsko-Mazurski, Pl. Łódzki 2, 10-914 Olsztyn, prezes Oddziału - dr hab. inż. Sławomir Szymczyk, prof. UWM, tel. 89 523 4441, e-mail: szymek@uwm.edu.pl
6. Opolski Oddział Polskiego Towarzystwa Inżynierii Ekologicznej, siedziba: Zespół Badawczy Ochrony Powierzchni Ziemi, Uniwersytet Opolski, ul. Oleska 22, 45-052 Opole, prezes Oddziału - dr hab. Grzegorz Kusza, prof. UO, tel. 77 401 6001, e-mail: grzegorz.kusza@uni.opole.pl
7. Podlaski Oddział Polskiego Towarzystwa Inżynierii Ekologicznej, siedziba: Katedra Technologii w Inżynierii i Ochronie Środowiska, Politechnika Białostocka, ul. Wiejska 45A, 15-351 Białystok, prezes Oddziału - prof. dr hab. inż. Józefa Wiater, tel. 85 746 9563, e-mail: j.wiater@pb.edu.pl
8. Południowo-Wschodni Oddział Polskiego Towarzystwa Inżynierii Ekologicznej, siedziba: Zakład Podstaw Rolnictwa i Gospodarki Odpadami, Uniwersytet Rzeszowski, ul. Ćwiklińskiej 1a, 35-601 Rzeszów, prezes Oddziału - prof. dr hab. Joanna Kostecka, tel. 17 872 1733, e-mail: jkostecka@ur.edu.pl
9. Poznański Oddział Polskiego Towarzystwa Inżynierii Ekologicznej, siedziba: Instytut Melioracji, Kształtowania Środowiska i Geodezji, Uniwersytet Przyrodniczy, ul. Piątkowska 94, 60-649 Poznań,, prezes Oddziału - dr hab. inż. Piotr Stachowski, tel. 61 846 6426, e-mail: piotr.stachowski@up.poznan.pl
10. Szczeciński Oddział Polskiego Towarzystwa Inżynierii Ekologicznej, siedziba: Katedra Gleboznawstwa, Łąkarstwa i Chemii Środowiska, Zachodniopomorski Uniwersytet Technologiczny w Szczecinie, ul. Słowackiego 17, 71-424 Szczecin, prezes Oddziału - dr hab. inż. Ewa Możdżer, tel. 91 449 6333, e-mail: ewa.krzywy-gawronska@zut.edu.pl
11. Warszawski Oddział Polskiego Towarzystwa Inżynierii Ekologicznej, siedziba: BIO-ECOLOGY SERVICE Sp. z o.o. ul. Narocz 3, 02-678 Warszawa, prezes Oddziału - mgr inż. Jacek Kiepurski, tel. 22 647 0684, e-mail: kiepurski@bio-ecology.pl

## Wydawane czasopisma
- Ekoinżynieria, miesięcznik wydawany w latach 1998–1999[10],
- Journal of Ecological Engineering (JEE) recenzowane międzynarodowe czasopismo naukowe, w którym zamieszczane są oryginalne artykuły badawcze oraz przeglądowe w zakresie ochrony i odnowy środowiska przyrodniczego - kontynuacja Inżynierii Ekologicznej, od roku 2019 r. ukazuje się nieregularnie. Redaktor naczelny – Gabriel Borowski,
- Ecological Engineering & Environmental Technology (EEET) – poprzednio: Inżynieria Ekologiczna – jest międzynarodowym, recenzowanym czasopismem naukowym podejmującym szeroko pojęte zagadnienia ekologii i techniki związane z inżynierią środowiska. od roku 2021 r. ukazuje się jako dwumiesięcznik. Redaktor naczelny – Gabriel Borowski,
- Polish Journal for Sustainable Development (Pol. J. Sust. Dev.) recenzowane międzynarodowe czasopismo naukowe - kontynuacja ukazujących się w latach 1997-2014 Zeszytów Naukowych Południowo-Wschodniego Oddziału PTIE i Rzeszowskiego oddziału PTG, redaktor naczelny – Joanna Kostecka (Uniwersytet Rzeszowski)[11],
- Zeszyty Naukowe Inżynierii Lądowej i Wodnej w Kształtowaniu Środowiska (Oddział Ziemi Kaliskiej), redaktor naczelny: Zdzisław Małecki[12].